# Schreberbad
Das Schreberbad ist die älteste noch genutzte Badeanlage Leipzigs. Das 2,53 Hektar große Gelände liegt westlich der Leipziger Altstadt. Der Name des Bades weist auf die in unmittelbarer Nachbarschaft gelegene älteste Schrebergartenanlage Deutschlands hin.

## Geschichte
Die Entstehung des Schreberbades hängt eng mit der Schließung der am Elstermühlgraben gelegenen Neubertschen Schwimm- und Badeanstalt zusammen, die 1866 wegen des Baus des Karl-Heine-Kanals erforderlich wurde. Zur Errichtung einer neuen Schwimm- und Badeanstalt wurde deshalb eine Aktiengesellschaft gegründet. Als Standort wählte man ein am Elstermühlgraben gelegenes Areal, das im Zuge der Begradigung der Alten Elster gewonnen wurde.
Die nach Plänen des Architekten Heinrich Dimpfel gestaltete Anlage öffnete am 8. Juli 1866 ihre Pforten. Zunächst war das Bad, das ein 95 m langes und 28 m breites Schwimmbecken besaß, nur für Männer zugänglich. Am 16. Mai 1869 öffnete auf dem Gelände zudem das erste Freiluft-Damenschwimmbad Deutschlands, das bis in die 1940er-Jahre existierte. Die Unterhaltung der hauptsächlich aus Holz errichteten Anlagen des Bades erwies sich in den 1880er-Jahren als zu teuer. Deshalb wurde die Anlage nach Plänen von Max Pommer umgestaltet und 1890 neu eröffnet.
Bei einem Luftangriff auf Leipzig wurde das Damenbad 1944 völlig zerstört. Nach dem Ende des Zweiten Weltkrieges wurde der übrige Teil rekonstruiert.
Seit der Öffnung des Cospudener Sees für den Badebetrieb im Jahr 2000 hatte das Schreberbad zurückgehende Besucherzahlen zu verzeichnen. Hinzu kam der teils marode Zustand der Anlage, der sich unter anderem in einem undichten Schwimmbecken bemerkbar machte. Um diese Mängel abzustellen und die Attraktivität des Bades zu steigern, wurde die Anlage 2006 für 1,7 Mio. Euro umgestaltet. 2007 wurde das Bad mit zwei neuen Schwimmbecken mit einer Gesamtwasserfläche von etwa 650 m², einer Rutsche sowie einem Spiel- und Beachvolleyballplatz neu eröffnet.
Das Schreberbad wird von der kommunalen Sportbäder Leipzig GmbH betrieben.